# Caspar Sturm devant un paysage
Caspar Sturm devant un paysage est un dessin à la pointe d'argent sur papier préparé réalisé en 1520 par Albrecht Dürer, peintre et graveur de la Renaissance allemande. Il fait partie de l'album de voyage aux Pays-Bas de l'artiste, et figure au verso de la feuille où Hôtel de ville d'Aix-la-Chapelle est dessiné au recto. Cette feuille est conservée au musée Condé à Chantilly.

## Histoire
En entreprenant son voyage aux Pays-Bas, l'un des principaux buts de Dürer est de se rendre à Aix-la-Chapelle, où le nouvel empereur Charles Quint va se faire couronner, pour négocier le prolongement de la pension que lui avait octroyé Maximilien Ier (empereur du Saint-Empire). Partant des Flandres, il arrive à Aix le 4 octobre 1520 et y reste jusqu'au 26. il visite la cathédrale et l'hôtel de ville, qu'il immortalise tous deux dans son carnet.
Il dresse le portrait de Caspar ou Casper Sturm (1475-1548), qui avait travaillé comme messager pour le Conseil de la ville de Nuremberg. Dürer mentionne d'ailleurs ce portrait dans son journal. En octobre 1520, alors qu'il accompagne l'archevêque de Mayence Albert de Brandebourg à Aix, Strurm est nommé héraut impérial, c'est-à-dire porteur de messages diplomatiques. Il accompagne l'année suivante, Luther de Wittemberg à la Diète de Worms, réunion impériale où il est question d'une réforme alors à ses balbutiements.

## Analyse
La force de caractère et la détermination de Caspar Sturm, âgé de quarante-cinq ans en 1520 selon l'inscription épigraphique portée par Dürer sur son dessin, sont parfaitement traduites par l'artiste. Le trait laissé par la pointe d'argent participe à cette énergie : avec ses hachures croisées et ses multiples lignes parallèles, il rappelle la gravure au burin.
Dürer intègre habilement ce portrait dessiné à Aix devant un paysage exécuté quelques jours plus tard. L'inscription « toll » pourrait désigner une localité, comme Thül (Tiel), entre Nimègue et Bois-le-Duc, où il passe, où plus vraisemblablement une « toll house », un péage sur le Rhin, comme celui de Tolhuis (Lobith), mentionné dans son journal la troisième semaine d'octobre 1520, qu'il rencontre après avoir quitté Aix-la-Chapelle.